# Горькие зёрна
«Горькие зёрна» — советский фильм 1966 года снятый на киностудии «Молдова-фильм» режиссёрами Валериу Гажиу и Вадимом Лысенко.

## Сюжет
Фронтовые друзья — Мирча, Степан и Павел — решают вместе строить новую жизнь в родном молдавском селе, вступая в борьбу с кулаками…

## В ролях
- Ион Шкуря — Мирчи Скутару
- Леонид Неведомский — Степан Чеботарь
- Юрий Горобец — Павел
- Маре Хелластэ-Гаршнек — Анжела
- Григоре Григориу — Андрей Войновяну
- Думитру Маржине — Штефэнел
- Михаил Бадикяну — Тудораш
- Фёдор Никитин — Бадя Илие
- Думитру Фусу — Сиплый
- Марика Бэлан — Василуца
- Екатерина Казимирова — матушка Мария
- Андрей Богачев — отец Андрея Войновану
- Виктор Соцки-Войническу — учитель
- Ион Горя — крестьянин
- Василий Бузату — активист
- Владимир Богату — Костиков
- Александра Юрчак — эпизод
- Домника Дариенко — эпизод
- Алексей Смирнов — эпизод
- Аркадий Трусов — эпизод
- Виктор Полищук — эпизод
- Георгий Хассо — эпизод
- Андрей Нагиц — эпизод
- Трифон Грузин — эпизод

## Прокат в СССР
Фильм — один из лидеров кинопроката СССР 1967 года, занял 38 строчку, его посмотрели 10 400 000 зрителей.

## Фестивали и награды
- Премия III-го Всесоюзного кинофестиваля (1968) за лучший киносценарий.
- Диплом Кинофестиваля республик Прибалтики, Белоруссии и Молдавии (Кишинев, 1967).
- Диплом Международного симпозиума сценаристов в Дубровниках (1967).
- Премии Ленинского комсомола Молдавии (1967) создателям фильма.